# Spies (Betzenstein)

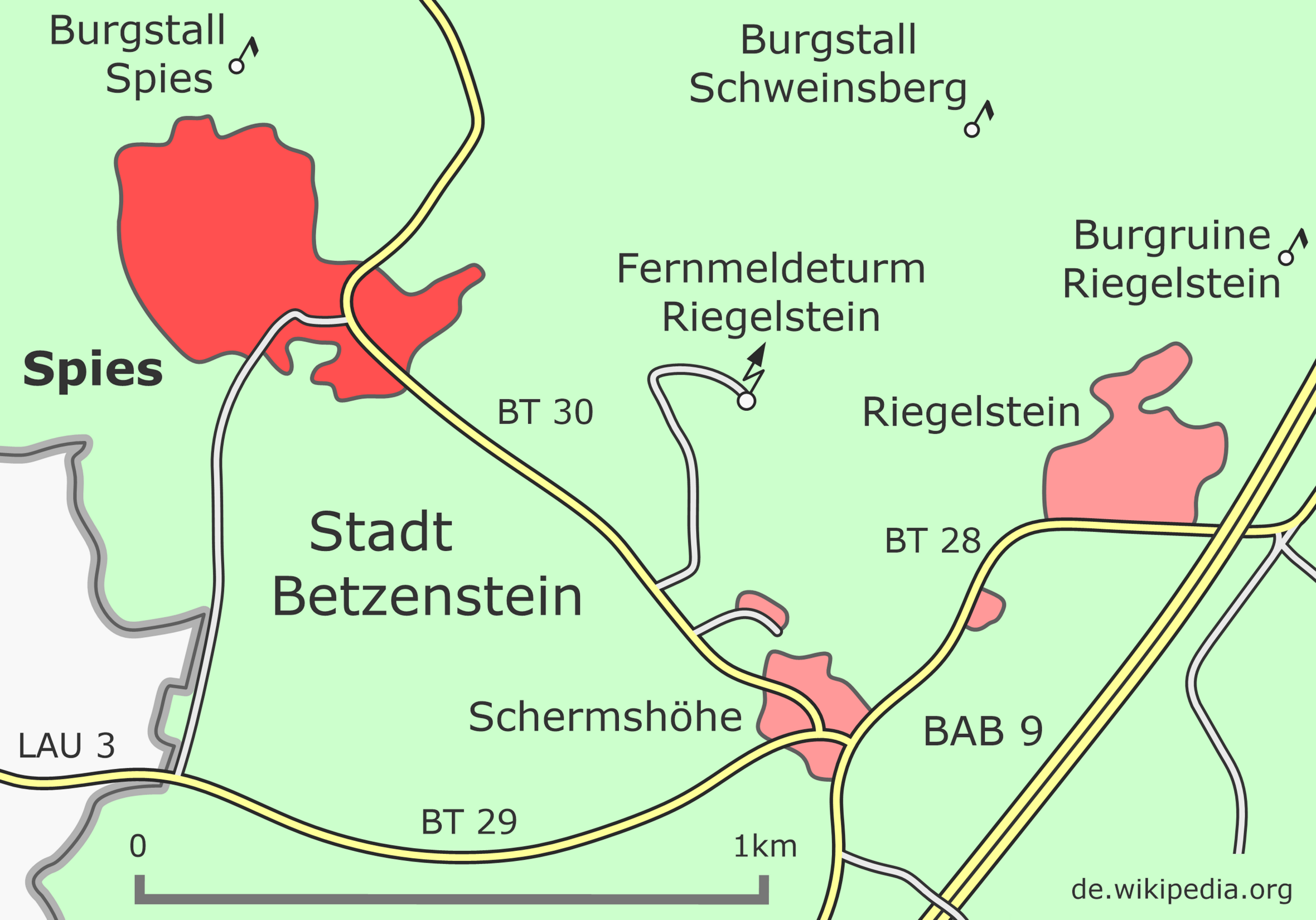
Umgebungskarte von Spies

Spies ist ein Gemeindeteil der Stadt Betzenstein im Landkreis Bayreuth (Oberfranken, Bayern). Die Gemarkung Spies hat eine Fläche von 12,821 km². Sie ist in 1655 Flurstücke aufgeteilt, die eine durchschnittliche Flurstücksfläche von 7746,90 m² haben. In ihr liegen neben dem namensgebenden Ort die Gemeindeteile Eibenthal, Eichenstruth, Illafeld, Riegelstein und Schermshöhe.

## Geografie
Das im Norden der Pegnitz-Kuppenalb gelegene Dorf befindet sich etwa fünf Kilometer südsüdwestlich von Betzenstein und liegt auf einer Höhe von 556 m ü. NHN.

## Geschichte
1184 wurde ein „Udalricus Spisare“ urkundlich erwähnt. Dies ist zugleich der erste schriftliche Nachweis des Ortes, nach dem sich das Ministerialengeschlecht benannt hatte.
Durch die zu Beginn des 19. Jahrhunderts im Königreich Bayern durchgeführten Verwaltungsreformen wurde die Ortschaft eine Ruralgemeinde, zu der das Kirchdorf Riegelstein als Sitz der Gemeinde, die Dörfer Eichenstruth und Illafeld, sowie die Einöde Eibenthal gehörten. Später kam noch der in der zweiten Hälfte des 19. Jahrhunderts entstandene Weiler Schermshöhe hinzu. Im Zuge der Gebietsreform in Bayern wurde die gesamte Gemeinde Spies am 1. Januar 1972 in die Stadt Betzenstein eingegliedert.

## Verkehr
Die Anbindung an das öffentliche Straßenverkehrsnetz erfolgt hauptsächlich durch die Kreisstraße BT 30, die durch den östlichen Ortsbereich hindurch verläuft. Eine Zufahrt auf die Bundesautobahn 9 ist an der etwa zwei Kilometer südsüdöstlich gelegenen Anschlussstelle Hormersdorf möglich. Vom öffentliche Personennahverkehr wird Spies tagsüber mit der Regionalbuslinie 386 des VGN angefahren.

## Sehenswürdigkeiten

Überreste des Burgstalles Spies

Unmittelbar nördlich des Ortsbereiches von Spies befinden sich auf dem 616 Meter hoch gelegenen Gipfelbereich des Spieser Schloßberges die Überreste des Burgstalles Spies. In der bayerischen Denkmalliste wird dieses als Burgstall des Mittelalters erfasste Bodendenkmal mit der Nummer D-4-6334-0005 gelistet. Darüber hinaus befindet sich ca. 700 Meter ostsüdöstlich, auf dem Gipfelplateau der Hohen Reuth, der Fernmeldeturm Riegelstein. Dieser ist von Spies aus direkt über einen Wanderweg (Symbol Grünring) erreichbar, ebenso von der benachbarten Schermshöhe aus. Von dort führen sowohl ein Wanderweg, als auch eine schmale Zufahrtsstraße zum Gipfelbereich hinauf. In Spies befindet sich auch ein Skilift für eine 400 Meter lange Piste.